# 타하팔드상니콜라우

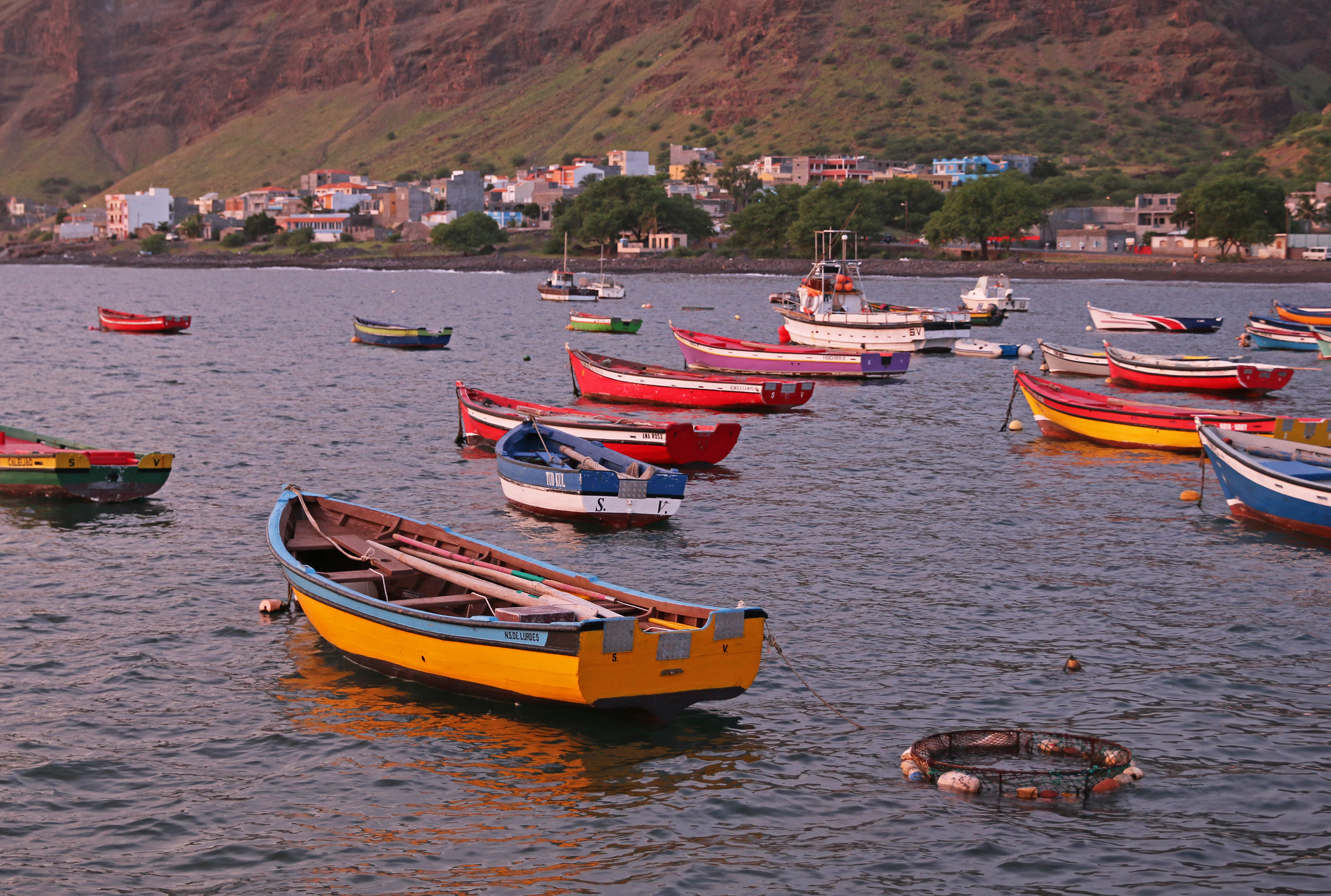
타하팔드상니콜라우

타하팔드상니콜라우(포르투갈어: Tarrafal de São Nicolau)는 카보베르데 상니콜라우섬 서부 연안에 위치한 도시로 인구는 3,733명(2010년 기준)이다. 행정 구역상으로는 타하팔드상니콜라우시에 속한다.
히베이라브라바에서 남서쪽으로 9km 정도 떨어진 곳에 위치한다. 상비센트섬, 살섬, 산티아구섬을 연결하는 항만이 들어서 있다.